# L'Arrivée d'un train en gare de La Ciotat
L'Arrivée d'un train en gare de La Ciotat, ou L'Arrivée d'un train à La Ciotat, est un film majeur de l'histoire du cinématographe, l'un des premiers de l'histoire du cinéma. Il est tourné par l'industriel lyonnais Louis Lumière durant l'été 1895, puis projeté publiquement pour la première fois le 25 janvier 1896, à Lyon. Il en existe plusieurs versions.

## Synopsis

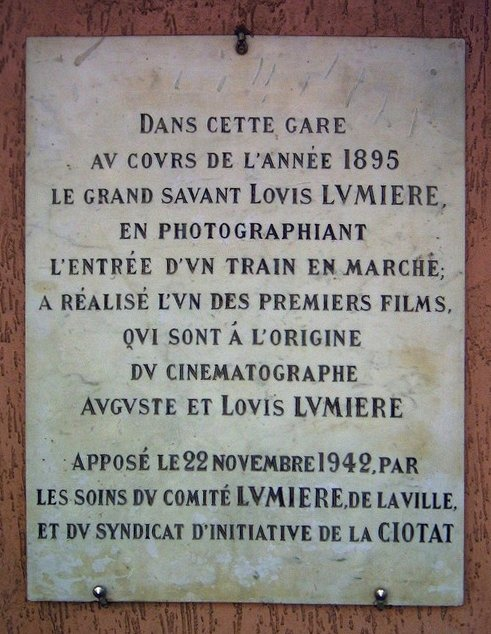
Plaque commémorant le tournage du film, apposée en 1942 dans la gare de La Ciotat.

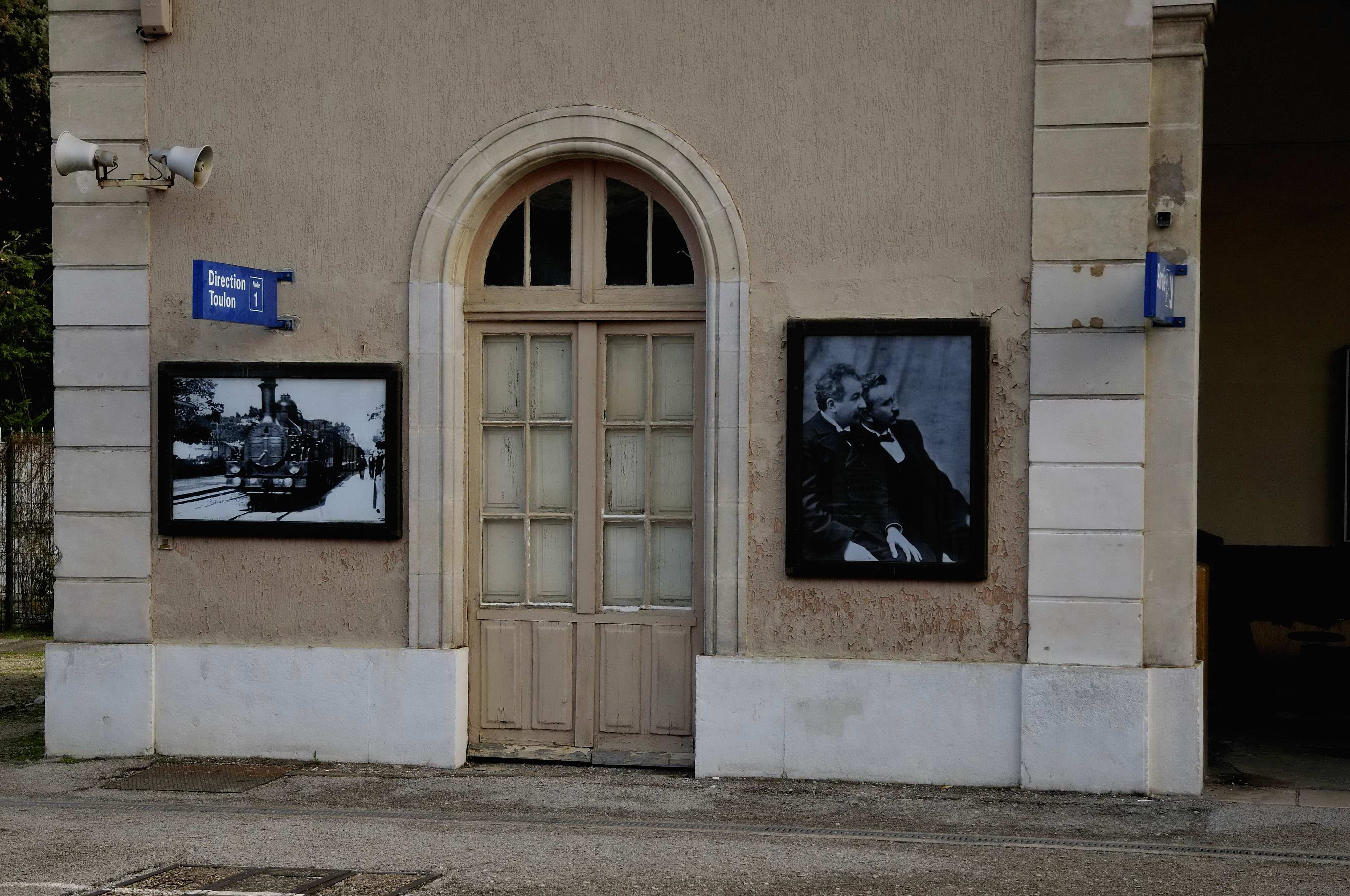
Photogramme du film et photo des frères Lumière sur le quai de la gare de La Ciotat.

Le film montre un train arrivant en gare de La Ciotat, ville proche de Marseille. La famille Lumière possédait sa résidence d’été à La Ciotat, ce qui a permis à Louis Lumière de tourner plusieurs films dans cette ville, principalement durant les périodes estivales de 1895 et de 1896. Contrairement à ce qui est souvent cru, ce film ne figurait pas dans les dix films de la première projection cinématographique publique organisée à Paris par les frères Lumière, le 28 décembre 1895, au Salon indien du Grand Café.
Dans la diagonale du champ s'appuyant sur la ligne de fuite d'une voie ferrée, des voyageurs en habits du dimanche attendent sur le quai. Un bagagiste s'approche de la caméra. Au fond, une locomotive à vapeur apparaît, son image grossit. Ralentissant, elle disparaît à notre regard par la gauche. Les voitures s'immobilisent. Des voyageurs en descendent, d'autres s'apprêtent à monter ou s'attardent sur le quai, les curieux regardent par les fenêtres des voitures, certains remarquent la caméra et la fixent du regard (Louis Lumière se trouvait derrière son cinématographe et actionnait lui-même la manivelle aux yeux de tous).

## Fiche technique
- Titre : L'Arrivée d'un train en gare de La Ciotat
- Réalisation : Louis Lumière
- Production : Société Lumière
- Photographie : Louis Lumière
- Pays d'origine :  France
- Format : 35 mm à double jeu de perforations rondes Lumière par photogramme, noir et blanc
- Durée : 50 secondes
- Date de sortie :
  - France : 25 janvier 1896

## Mythe de la terreur du public

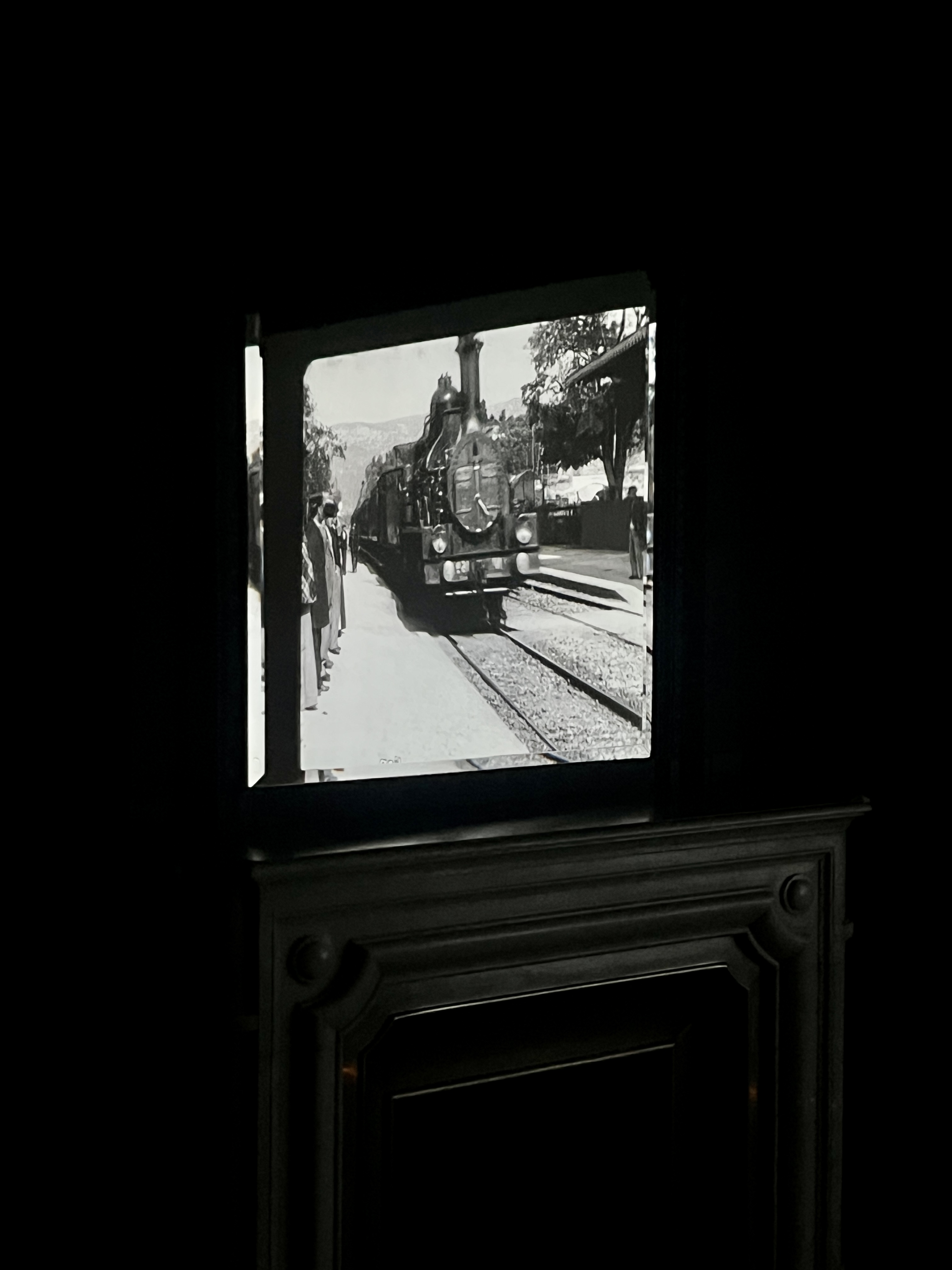
Projection du film à l'Institut Lumière.

Une légende veut que, lors de la projection initiale, le public fut terrifié par l'image d'un train fonçant vers lui, les spectateurs criant et se précipitant à l'arrière de la salle, voire dehors. Le journaliste Hellmuth Karasek rapporte dans Der Spiegel : « Ce court métrage a eu un impact particulièrement durable ; oui, il a provoqué la crainte, la terreur, et même la panique… » Cette légende s'est révélée fausse, les spectateurs ayant plutôt été la proie « d'une appréhension nerveuse, d'un mouvement de recul ». L'historien du cinéma Georges Sadoul évoque un sursaut des spectateurs et aucunement un recul de frayeur. Le « grand écran » des premières projections privées était en vérité une simple « toile fine tendue entre deux portes », et affichait donc des dimensions modestes qui ne pouvaient pas provoquer la terreur du public.
Les projections publiques qui suivirent furent réalisées sur un écran de mêmes dimensions. Mais si l'étonnement du public devant la locomotive s'avançant vers lui devint un atout publicitaire, la principale attraction de ces projections était bien Le Jardinier et le petit espiègle, la première fiction sur pellicule photographique (Émile Reynaud ayant réalisé les véritables premières fictions du cinéma en dessin animé), rendue célèbre grâce à une affiche montrant les réactions enthousiastes du public face à l'écran.

## Analyse du film
Louis Lumière, photographe talentueux, a positionné sa caméra de façon qu'elle puisse renforcer le côté spectaculaire de l'entrée d'un train en gare. Il aurait pu, plus pauvrement, filmer sur le côté, latéralement, à 90° de la voie (c'est ce que choisit Georges Méliès en 1904, dans Le Voyage à travers l'impossible). Mais il a préféré, par expérience de photographe, utiliser la diagonale du champ et la profondeur de champ (il était le premier à le faire), une expérience qu'il renouvelle pour d'autres sujets (La Promenade des autruches par exemple), et que retiendront les cinéastes anglais et américains.
Certains historiens ont estimé que ce film de cinquante secondes, dont il existe plusieurs versions (à cause de l'usure prématurée du négatif originel utilisé pour le tirage des copies), contient à lui seul un florilège des différents cadrages du cinéma : plan d'ensemble, plan américain, plan rapproché, gros plan, et même un très gros plan. Mais cette variété découlerait d'un concours de circonstances et non d'une recherche esthétique voulue par Louis Lumière. Les voyageurs qui descendent du train s'approchent par curiosité de ce drôle d'appareil photographique dont l'opérateur  bien connu des gens de La Ciotat — active une manivelle. Ils passent devant l'objectif et modifient obligatoirement la variété des cadres. Pourtant, il faut bien reconnaître que cette prise de vues est riche d'émotions, malgré son caractère non intentionnel, car elle est, sans le savoir, précurseur du plan subjectif, tel que l'Anglais George Albert Smith en découvrira le principe en 1900, avec son film La Loupe de grand-maman.

## Versions postérieures du film et hommages
- En mai 1935, les frères Lumière présentent eux-mêmes une nouvelle version tournée en relief stéréoscopique de ce film avec le procédé anaglyphique, dans le cadre de la réunion annuelle de l'Académie des sciences.
- En 1995, Patrice Leconte réalise un remake parodique du film de Louis Lumière. Pour le film Lumière et Compagnie, il revient, armé d'une authentique caméra d'époque comme l'impose le film, en gare de La Ciotat. Cent ans après, le train qui apparaît est un TGV qui traverse l'écran.
- En 2005, le compositeur Baudime Jam a composé une partition originale pour l'accompagnement en direct de ce film. Elle a été créée et enregistrée par le Quatuor Prima Vista.
- En 2020, un algorithme d'intelligence artificielle à réseaux neuronaux permet de produire une version haute définition du film en résolution 4K et 60 images par seconde[8],[9].